# Liste der Boxweltmeister im Bantamgewicht
Diese Liste der Boxweltmeister im Bantamgewicht bietet sowohl eine Übersicht über alle universellen Boxweltmeister als auch alle des ehemaligen Verbandes NYSAC sowie alle des Verbandes NBA (die NBA wurde im Jahre 1962 in WBA umbenannt) und alle der vier anerkannten und aktuell tätigen Weltverbände (WBC, WBA, IBF, WBO) im Bantamgewicht in chronologischen Reihenfolgen in separaten Tabellen. Die WBA-Superchampions sind sowohl in der chronologischen WBA-Tabelle als auch in einer separaten Tabelle gelistet. Der Status des Superchampions der WBA ist höher gereiht als der des regulären. Daher ist der WBA-Superchampion der eigentliche Weltmeister. Die WBO gehört erst seit 2007 zu den bedeutenden Verbänden.

## Universal
| Nr. | Weltmeister            | Von                | Bis                |
| --- | ---------------------- | ------------------ | ------------------ |
| 1   | George Dixon           | 27. Juni 1890      | 1892               |
| 2   | Jimmy Barry            | 15. September 1894 | 1899               |
| 3   | Terry McGovern         | 12. September 1899 | 1900               |
| 4   | Harry Harris           | 18. März 1901      | 1901               |
| 5   | Harry Forbes           | 11. November 1901  | 13. August 1903    |
| 6   | Frankie Neil           | 13. August 1903    | 17. Oktober 1904   |
| 7   | Joe Bowker             | 17. Oktober 1904   | 1905               |
| 8   | Jimmy Walsh            | 20. Oktober 1905   | 21. Januar 1909    |
| 9   | Jimmy Reagan           | 21. Januar 1909    | 22. Februar 1909   |
| 10  | Monte Attell           | 22. Februar 1909   | 22. Februar 1910   |
| 11  | Frankie Conley         | 22. Februar 1910   | 26. Februar 1911   |
| 12  | Johnny Coulon          | 26. Februar 1911   | 9. Juni 1914       |
| 13  | Kid Williams           | 9. Juni 1914       | 9. Januar 1917     |
| 14  | Pete Herman            | 9. Januar 1917     | 15. August 1919    |
| 15  | Jackie Sharkey         | 15. August 1919    | 11. September 1920 |
| 16  | Joe Lynch              | 22. Dezember 1920  | 25. Juli 1921      |
| 17  | Pete Herman (2)        | 25. Juli 1921      | 23. September 1921 |
| 18  | Johnny Buff            | 23. September 1921 | 10. Juli 1922      |
| 19  | Joe Lynch (2)          | 10. Juli 1922      | 21. April 1924     |
| 20  | Abe Goldstein          | 21. März 1924      | 19. Dezember 1924  |
| 21  | Eddie Martin           | 19. Dezember 1924  | 20. März 1925      |
| 22  | Charlie Phil Rosenberg | 20. März 1925      | 2. Februar 1927    |
| 23  | Bud Taylor             | 24. Juni 1927      | 24. Januar 1928    |
| 24  | Bushy Graham           | 23. Mai 1928       | 25. Mai 1928       |
| 25  | Panama Al Brown        | 18. Juni 1929      | 16. April 1934     |
| 26  | Sixto Escobar          | 7. August 1935     | 26. August 1935    |
| 27  | Louis Salica           | 26. August 1935    | 15. November 1935  |
| 28  | Sixto Escobar (2)      | 15. November 1935  | 31. August 1936    |
| 29  | Harry Jeffra           | 23. September 1937 | 20. Februar 1938   |
| 30  | Louis Salica           | 24. September 1940 | 7. August 1942     |
| 31  | Manuel Ortiz           | 7. August 1942     | 6. Januar 1947     |
| 32  | Harold Dade            | 6. Januar 1947     | 11. März 1947      |
| 33  | Manuel Ortiz (2)       | 11. März 1947      | 31. Mai 1950       |
| 34  | Vic Toweel             | 31. Mai 1950       | 15. November 1952  |
| 35  | Jimmy Carruthers       | 15. November 1952  | 2. Mai 1954        |
| 36  | Robert Cohen           | 19. September 1954 | 29. Juni 1956      |
| 37  | Raúl Macías            | 3. März 1955       | 15. Juni 1957      |
| 38  | Mario D’Agata          | 29. Juni 1956      | 1. April 1957      |
| 39  | Alphonse Halimi        | 15. Juni 1957      | 8. Juli 1959       |
| 40  | José Becerra           | 8. Juli 1959       | 20. August 1960    |
| 41  | Éder Jofre             | 11. November 1960  | 4. April 1963      |

## NYSAC
| Nr. | Weltmeister            | Von               | Bis               | Anzahl der Titelverteidigungen |
| --- | ---------------------- | ----------------- | ----------------- | ------------------------------ |
| 1   | Abe Goldstein          | 19. Oktober 1923  | 19. Dezember 1924 | 3                              |
| 2   | Eddie Martin           | 19. Dezember 1924 | 1925              | 0                              |
| 3   | Charlie Phil Rosenberg | 4. Februar 1927   | 4. März 1928      | 0                              |
| 4   | Bushy Graham           | 23. Mai 1928      | 7. Februar 1929   | 0                              |
| 5   | Panama Al Brown        | 18. Juni 1929     | 1934              | 2                              |
| 6   | Louis Salica           | 26. August 1935   | 15. November 1935 | 0                              |
| 7   | Sixto Escobar          | 15. November 1935 | 2. November 1937  | 1                              |
| 8   | Louis Salica (2)       | 17. November 1939 | 15. Mai 1940      | 0                              |

## WBC
| Weltmeister             | Amt       |
| ----------------------- | --------- |
| Éder Jofre              | 1963–1965 |
| Fighting Harada         | 1965–1968 |
| Lionel Rose             | 1968–1969 |
| Rubén Olivares          | 1969–1970 |
| Chucho Castillo         | 1970–1971 |
| Rubén Olivares (2)      | 1971–1972 |
| Rafael Herrera          | 1972      |
| Enrique Pinder          | 1972–1973 |
| Rafael Herrera (2)      | 1973–1974 |
| Rodolfo Martínez        | 1974–1976 |
| Carlos Zárate           | 1976–1979 |
| Lupe Pintor             | 1979–1982 |
| Alberto Dávila          | 1983–1984 |
| Daniel Zaragoza         | 1985      |
| Miguel Lora             | 1985–1988 |
| Raúl Pérez              | 1988–1991 |
| Greg Richardson         | 1991      |
| Jōichirō Tatsuyoshi     | 1991–1992 |
| Victor Rabanales        | 1992–1993 |
| Byun Jung-il            | 1993      |
| Yasuei Yakushiji        | 1993–1995 |
| Wayne McCullough        | 1995–1997 |
| Sirimongkol Singwancha  | 1997      |
| Jōichirō Tatsuyoshi (2) | 1997–1998 |
| Veeraphol Sahaprom      | 1998–2005 |
| Hozumi Hasegawa         | 2005–2010 |
| Fernando Montiel        | 2010–2011 |
| Nonito Donaire          | 2011      |
| Shinsuke Yamanaka       | 2011–2017 |
| Luis Nery               | 2017–2018 |

## NBA
| Nr. | Weltmeister       | Von                | Bis                | Anzahl der Titelverteidigungen |
| --- | ----------------- | ------------------ | ------------------ | ------------------------------ |
| 1   | Joe Lynch         | 22. Dezember 1922  | 21. März 1924      | 0                              |
| 2   | Bud Taylor        | 24. Juni 1927      | 18. Mai 1928       | 0                              |
| 3   | Bushy Graham      | 23. Mai 1928       | 12. April 1929     | 0                              |
| 4   | Panama Al Brown   | 8. Februar 1930    | 1934               | 3                              |
| 5   | Sixto Escobar     | 7. August 1935     | 26. August 1935    | 0                              |
| 6   | Louis Salica      | 26. August 1935    | 15. November 1935  | 0                              |
| 7   | Sixto Escobar (2) | 15. November 1935  | 1939               | 0                              |
| 8   | Georgie Pace      | 29. Oktober 1939   | 24. September 1940 | 0                              |
| 9   | Louis Salica (2)  | 24. September 1940 | 1942               | 3                              |
| 10  | Raúl Macías       | 9. März 1955       | 6. November 1957   | 2                              |
| 11  | Éder Jofre        | 18. November 1960  | 11. September 1962 | 2                              |

## WBA
| Weltmeister           | Amt       |
| --------------------- | --------- |
| Éder Jofre            | 1962–1965 |
| Fighting Harada       | 1965–1968 |
| Lionel Rose           | 1968–1969 |
| Rubén Olivares        | 1969–1970 |
| Chucho Castillo       | 1970–1971 |
| Rubén Olivares (2)    | 1971–1972 |
| Rafael Herrera        | 1972      |
| Enrique Pinder        | 1972–1973 |
| Romeo Anaya           | 1973      |
| Arnold Taylor         | 1973–1974 |
| Hong Soo-hwan         | 1974–1975 |
| Alfonso Zamora        | 1975–1977 |
| Jorge Lujan           | 1977–1980 |
| Julian Solis          | 1980      |
| Jeff Chandler         | 1980–1984 |
| Richard Sandoval      | 1984–1986 |
| Gaby Canizales        | 1986      |
| Bernardo Pinango      | 1986–1987 |
| Takuya Muguruma       | 1987      |
| Park Chan-yong        | 1987      |
| Wilfredo Vázquez      | 1987–1988 |
| Khaokor Galaxy        | 1988      |
| Moon Sung-kil         | 1988–1989 |
| Khaokor Galaxy (2)    | 1989      |
| Luisito Espinosa      | 1989–1991 |
| Israel Contreras      | 1991–1992 |
| Eddie Cook            | 1992      |
| Jorge Julio Rocha     | 1992–1993 |
| Junior Jones          | 1993–1994 |
| John Michael Johnson  | 1994      |
| Daorung Chuvatana     | 1994–1995 |
| Veeraphol Sahaprom    | 1995–1996 |
| Nana Konadu           | 1996      |
| Daorung Chuvatana (2) | 1996–1997 |
| Nana Konadu (2)       | 1997–1998 |
| Johnny Tapia          | 1998–1999 |
| Paulie Ayala          | 1999–2001 |
| Eidy Moya             | 2001–2002 |
| Johnny Bredahl        | 2002–2004 |
| Wladimir Sidorenko    | 2005–2008 |
| Anselmo Moreno        | 2008–2014 |
| Kōki Kameda           | 2010–2013 |
| Jamie McDonnell       | 2014–2018 |
| Juan Carlos Payano    | 2014–2016 |
| Rau’Shee Warren       | 2016–2017 |
| Schanat Schaqijanow   | 2017      |
| Ryan Burnett          | 2017–2018 |
| Naoya Inoue           | seit 2018 |
| Nonito Donaire        | seit 2018 |

### WBA-Superchampions
| Weltmeister         | Amt       |
| ------------------- | --------- |
| Anselmo Moreno      | 2010–2014 |
| Juan Carlos Payano  | 2014–2016 |
| Rau’Shee Warren     | 2016–2017 |
| Schanat Schaqijanow | 2017      |
| Ryan Burnett        | 2017–2018 |
| Nonito Donaire      | seit 2018 |

## IBF
| Weltmeister        | Amt       |
| ------------------ | --------- |
| Satoshi Shingaki   | 1984–1985 |
| Jeff Fenech        | 1985–1987 |
| Kelvin Seabrooks   | 1987–1988 |
| Orlando Canizales  | 1988–1994 |
| Harold Mestre      | 1995      |
| Mbulelo Botile     | 1995–1997 |
| Tim Austin         | 1997–2003 |
| Rafael Márquez     | 2003–2007 |
| Luis Alberto Pérez | 2007      |
| Joseph Agbeko      | 2007–2009 |
| Yonnhy Perez       | 2009–2010 |
| Joseph Agbeko (2)  | 2010      |
| Abner Mares        | 2011–2012 |
| Léo Santa Cruz     | 2012–2013 |
| Jamie McDonnell    | 2013      |
| Stuart Hall        | 2013–2014 |
| Paul Butler        | 2014      |
| Randy Caballero    | 2014–2015 |
| Lee Haskins        | 2015–2017 |
| Ryan Burnett       | 2017–2018 |
| Emmanuel Rodríguez | seit 2018 |

## WBO
| Weltmeister            | Amt       |
| ---------------------- | --------- |
| Israel Contreras       | 1989–1991 |
| Gaby Canizales         | 1991      |
| Duke McKenzie          | 1991–1992 |
| Rafael Del Valle       | 1992–1994 |
| Alfred Kotey           | 1994–1995 |
| Daniel Jiménez         | 1995–1996 |
| Robbie Regan           | 1996      |
| Jorge Julio Rocha      | 1997–2000 |
| Johnny Tapia           | 2000      |
| Mauricio Martínez      | 2000–2002 |
| Cruz Carbajal          | 2002–2004 |
| Ratanachai Sor Vorapin | 2004–2005 |
| Jhonny González        | 2005–2007 |
| Gerry Peñalosa         | 2007–2009 |
| Fernando Montiel       | 2009–2011 |
| Nonito Donaire         | 2011      |
| Jorge Arce             | 2011–2012 |
| Pungluang Sor Singyu   | 2012–2013 |
| Paulus Ambunda         | 2013      |
| Tomoki Kameda          | 2013–2015 |
| Pungluang Sor Singyu   | 2015–2016 |
| Marlon Tapales         | 2016–2017 |
| Zolani Tete            | seit 2017 |